# Guillermo Enrique de Nassau-Usingen
Guillermo Enrique de Nassau-Usingen (en alemán, Wilhelm Heinrich von Nassau-Usingen; 's-Hertogenbosch, 2 de mayo de 1684-Usingen, 14 de febrero de 1718) fue desde 1702 hasta 1718 príncipe de Nassau-Usingen.

## Biografía
Guillermo Enrique era el hijo del príncipe Valeriano de Nassau-Usingen y de su esposa, Catherine Françoise, condesa de Croÿ-Roeulx.

### Carrera militar
Como su padre, Guillermo Enrique tuvo una carrera en el ejército holandés. En 1691, ascendió a capitán. Desde 1701 hasta 1707, fue coronel del Regimiento Valón. Fue herido en la batalla de Ekeren el 30 de junio de 1703.

### Legado
En 1707, Guillermo Enrique fundó la población de Wilhemsdorf, que fue nombrada en su honor. Fue anexionada por la vecina Usingen en 1972.

## Matrimonio e hijos
Guillermo Enrique contrajo matrimonio el 15 de abril de 1706 con Carlota Amalia (1680-1738), una hija del príncipe Enrique de Nassau-Dillenburg. Tuvieron nueve hijos; cinco de ellos murieron dentro del primer año: Enrique (1708-1708), Amelia (1709-1709), Guillermo (1710-1710), Luis (1714-1714) y Juana (1715-1716). Cuatro alcanzaron la edad adulta: 
- Francisca (1707-1750).
- Carlos (1712-1775), príncipe de Nassau-Usingen.
- Eduviges (1714-1786).
- Guillermo Enrique (1718-1768), príncipe de Nassau-Saarbrücken.

A su muerte en 1718, fue sucedido por su hijo menor de edad, Carlos, como príncipe de Nassau-Usingen. Carlota Amalia reinó como regente hasta que Carlos alcanzó la mayoría de edad.
| Predecesor: Valeriano | Príncipe de Nassau-Usingen 17 de octubre de 1702-14 de febrero de 1718 | Sucesor: Carlos |

- Datos: Q279873
- Multimedia: William Henry, Prince of Nassau-Usingen / Q279873